# Солдатёнков, Козьма Терентьевич
Козьма́ Тере́нтьевич Солдатёнков (10 [22] октября 1818, Московская губерния — 19 мая [1 июня] 1901, Кунцево, ныне в черте Москвы) — московский предприниматель, коммерции советник, текстильный фабрикант и крупный книгоиздатель.
Будучи крупным текстильным фабрикантом, приобрёл широкую известность как покровитель искусства и бескорыстный издатель ряда ценных сочинений. Владелец художественной галереи и старинного нарышкинского имения «Кунцево».

## Биография
Козьма Солдатёнков родился в деревне Прокунино Богородского уезда (ныне — микрорайон Павловского Посада), в старообрядческой купеческой семье. Его дед Егор Васильевич Солдатёнков (1744—1830) в этой деревне организовал в 1774 году небольшое шёлкоткацкое производство, где сам работал на станке вместе с двумя сыновьями Терентием и Константином. Сыновья вскоре переселились в Москву и стали владельцами ткацкой фабрики, где трудились около сотни наёмных рабочих, выпускавших шёлковые ткани. Торговали они также бумажной пряжей и хлопком. Вместе со всей Москвой фабрика сгорела в год Отечественной войны, вслед за чем Солдатёнковым пришлось вернуться в деревню и возобновить старое производство. Здесь и родился Козьма Солдатёнков. Уже к 1825 году его отец Терентий Солдатёнков (1772—1850) и дядя Константин Солдатёнков (1773—1834) восстановили московскую фабрику и поступили в первую гильдию купечества. Свою продукцию — миткаль, тик, брючную материю — они успешно продавали в Гостином дворе Китай-города.
Козьма Солдатёнков унаследовал фамильное дело и руководил им вместе с братом Иваном, а после его смерти — с племянником Василием. Козьма Солдатёнков систематического образования не получил, но отличался незаурядным природным умом.
В 1852 году после смерти старшего брата Ивана стал управлять семейным предприятием, которое впоследствии унаследовал его племянник Василий Иванович Солдатёнков (1847—1910). В 1857 году совместно с фабрикантами Людвигом Кнопом и братьями Хлудовыми он учредил Товарищество Кренгольмской мануфактуры в Эстляндской губернии (в настоящее время территория Эстонии). Предприятие стало ведущим в текстильной отрасли России. С этого времени начался расцвет карьеры фабриканта.
С конца 1840-х годов собирал картины преимущественно русских художников (К. П. Брюллова, А. А. Иванова, В. Г. Перова, П. А. Федотова и других). Помощь в их отборе ему оказывали А. А. Иванов, В. Е. Раев и М. П. Боткин. За богатое и щедрое покровительство искусствам Солдатёнков получил прозвище «Козьма Медичи».
С1869 г. член совета Московского учётного банка . В 1870 году явился соучредителем и одним из первых акционеров основанного в Санкт-Петербурге Волжско-Камского коммерческого банка. Один из главных организаторов мануфактурных фирм — Товарищество мануфактур Альберта Гюбнера (1871), пайщик Товарищества Никольской мануфактуры «Саввы Морозова сын и Ко» (1873).
Солдатёнков состоял членом Коммерческого суда (1854—1858), членом и старшиной Московского биржевого комитета (1855—1858); во время Крымской войны — членом Комитета для принятия от купечества средств на военные надобности (1855—1856), членом Московского отделения Совета торговли и мануфактур, выборным Московского купеческого собрания, гласным Московской городской думы (1863—1876), членом попечительского совета Художественно-промышленного музея (с 1865), действительным членом Общества любителей коммерческих знаний при Академии коммерческих наук, членом совета благотворительного общества при Басманной больнице, членом попечительного комитета женских курсов В. Герье, одним из основателей и почётных членов Общества для пособия нуждающимся студентам. В 1866 году Солдатёнков основал так называемую Солдатёнковскую богадельню («Богадельня коммерции советника К. Т. Солдатёнкова в память 19 февраля 1861 года») на 100 постоянных жителей Москвы и заезжих «всех сословий и исповеданий, но преимущественно из бывших дворовых людей». Он предоставил для богадельни двухэтажное кирпичное здание (бывшая 4-я Мещанская, теперь — Мещанская улица, 15) и капитал в 15 тысяч рублей, затем ежегодное дополнительное финансирование, был её пожизненным попечителем. В 1894 году Солдатёнков перевёл 2400 рублей за гипсы Мюнхенской глиптотеки Ивану Цветаеву, собиравшему тогда коллекцию слепков всемирно известных произведений для создаваемого им Музея изящных искусств.
Дочь двоюродной сестры Козьмы Терентьевича, Марии Константиновны (1809—1870, жена купца Ф. И. Симонова), Морозова Мария Фёдоровна, мать Саввы Морозова. После ранней смерти её отца он помогал воспитывать осиротевших детей. Он же занялся поисками достойной партии для шестнадцатилетней племянницы. Выбор пал на 23-летнего Тимофея Саввича, сына Саввы Васильевича и наследника знаменитой текстильной династии Морозовых.
Скончался 19 мая (1 июня) 1901 года в Кунцево на 83-м году жизни и погребён на Рогожском кладбище. В советские годы могила Козьмы Терентьевича Солдатёнкова, а также большая усыпальница купцов-старообрядцев Солдатёнковых были уничтожены (участок 4 кладбища).

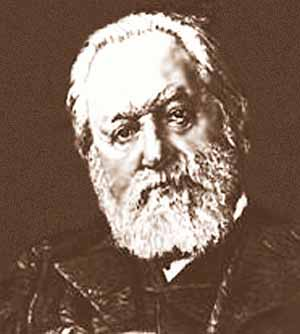

В 1901 году по завещанию Солдатенкова его библиотека (8 тысяч томов книг и 15 тысяч экземпляров журналов), а также коллекция русской живописи (258 полотен и 17 скульптур) перешла к Румянцевскому музею и как национальное достояние хранилась в отдельной зале с наименованием «Солдатёнковской». После закрытия Румянцевского музея в 1924 году они пополнили фонды Третьяковской галереи и Русского музея. Часть икон из его собрания была завещана Покровскому собору Рогожского кладбища.
Во исполнение духовного завещания Солдатёнкова были построены (01.11.1909) Ремесленное училище имени К. Т. Солдатёнкова (по проекту архитектора Владимира Шервуда на Донской улице, 37, в наст. время РГУ им. Косыгина) и городская больница для бедных (до 1920 года — Солдатёнковская больница).

## Издательская деятельность
По инициативе Н. Х. Кетчера, совместно с Н. М. Щепкиным, сыном знаменитого актёра, Солдатёнков организовал в 1856 году издательство, а в 1857 году открыл книжный магазин. Солдатёнков стремился сделать книги доступными широкому читателю, поэтому часто продавал их даже ниже себестоимости. Солдатёнков выпускает первое издание «Отцов и детей» Ивана Тургенева, сборники стихов Афанасия Фета, полное собрание сочинений Виссариона Белинского, восемь выпусков сборника «Народные русские сказки» под редакцией Афанасьева. Публикуются работы Василия Ключевского и москвоведа Ивана Забелина, глобальная «Русская история» Сергея Соловьёва и «Всеобщая история» Георга Вебера в переводе Чернышевского.  Николай Гаврилович о Солдатёнкове: «Издатель - человек очень богатый и совершенно честный. Он делает для меня больше, нежели мог бы я сам желать».
В издательстве Солдатёнкова были выпущены:
- сочинения Виссариона Белинского
- сочинения Константина Кавелина
- Афанасьев А. Н. Народные русские сказки. — М.: К. Солдатенков и Н. Щепкин, 1855—1863. — Вып. 1—8 (Изд. 2-е, М., 1873. — Кн. I—IV)
- Вебер, Георг. Всеобщая история / Пер. с нем. Н. Г. Чернышевского, Е. Ф. Корша и др. — М., 1886—1893. — 15 тт.
- Вейс, Герман. Внешний быт народов с древнейших времен / Пер. с нем. — М., 1873—1879. — 3 тт.
- Брайс, Джеймс. Американская республика / Пер. с англ. — М., 1889—1890. — 3 тт.
- Гаспари А. История итальянской литературы / Пер. К. Бальмонта — М., 1895—1897 — 2тт.
- Гиббон, Эдуард. История упадка и разрушения Римской империи / Пер. с англ. — М., 1883—1886. — 7 тт.
- Горн Ф. В. История скандинавской литературы. От древнейших времен до наших дней / Пер. К. Бальмонта — М., 1894. — 496 с.
- Грин, Джон Ричард. История английского народа / Пер. с англ. — 4 тт.
- Дройзен, Иоганн Густав. История эллинизма / Пер. с нем. — 3 тт.
- Зибер, Н. И. Очерки первобытной экономической культуры. — М., 1883.
- Каррьер, М. (нем.  Moriz Carrière) Искусство в связи с общим развитием культуры и идеалы человечества / Пер. Е. Корша. — Москва, 1870—1875. — 5 тт.
- Лотце Г. Микрокосм: Мысли о естественной и бытовой истории человечества. Опыт антропологии / Пер. Е. Корша. — М., 1866, 509 с.
- Мальтус Т. Р. Опыт закона о народонаселении / Пер. Вернер И. А. — М., 1895. — 321 c.
- Момсен, Теодор. Римская история / Пер. с нем. — М., 1885—1887. — 5 тт.
- Тикнор, Джордж. История испанской литературы / Пер. с англ. — М., 1883—1891. — 3 тт.
- Тренделенбург, Адольф. Логические исследования / Пер. с нем. — М., 1868.
- Фрикен, А. фон. Римские катакомбы и памятники первоначального христианского искусства. — М., 1872—1880. — 4 чч.
- Фриман, Эдуард. Историческая география Европы / Пер. с англ. — М., 1892. — 2 тт.
- Шмидт, Карл. История педагогики, изложенная во всемирно-историческом развитии и органической связи с культурной жизнью народов / Пер. с нем. — М., 1877—1888. — Т. 1-4.

и многие другие капитальные произведения, преимущественно по истории.
С 1895 года по инициативе и под редакцией М. П. Щепкина выходила «Библиотека экономистов» (11 выпусков: произведения А. Смита, Д. Рикардо, Дж. Милля, Д. Юма).

## Религиозные убеждения
Солдатёнков принимал активное участие в жизни московской белокриницкой общины. Финансировал поездку в Лондон старообрядческому епископу Коломенскому Пафнутию (Овчинникову) и устроил его встречи с Николаем Огарёвым, Александром Герценом, Василием Кельсиевым. В один из периодов был склонен к принятию единоверия, о чём митрополиту Московскому Филарету сообщил председатель единоверческого Никольского прихода на Рогожском кладбище В. А. Сапёлкин.
В 1862 году приветствовал Окружное послание, составленное архиепископом Антонием (Шутовым) и Ксеносом (Кабановым).
В Рогожском посёлке на средства Солдатёнкова была выстроена богадельня.
В 1881 году правительство разрешило поставить временный алтарь в Покровском храме на Рогожском кладбище. Строить его было некогда, и Солдатёнков предложил в качестве временного алтаря свою походную церковь, которую он заказал во Франции. Через два года она была возвращена в дом хозяина.

## Московские адреса

### Мясницкая, 37
Усадьба, в которой жил К. Т. Солдатёнков включала главный дом (№ 37), западный флигель (№ 33) и восточный флигель (№ 37 стр. 3).
В конце XVIII века здесь был «двор купца А. И. Докучаева в приходе церкви Николая Чудотворца на Мясницкой».
После московского пожара 1812 года усадьба была восстановлена в 1819—1821 годах по проекту архитекторов О. И. Бове и А. Г. Григорьева; затем перестроена А. И. Резановым. С 1857 года ей владел Солдатенков. Здесь находилась собранная им огромная библиотека и коллекция картин. Управляющим усадьбы был его сын от гражданского брака с Клемансо Карловной Дебуи (Дюпон) — И. И. Барышев.
В домашней молельне Солдатёнкова были иконы строгановской школы. К числу ценнейших относились подписные иконы XVI века — «Погребение Иоанна Богослова» мастера Никифора Славина и «Неделя шестая о слепом» мастера Истомы Савина. Жемчужиной собрания был «Спас» Андрея Рублева, приобретённый Солдатёнковым в Саввино-Сторожевском монастыре.
Во время Великой Отечественной войны в этом доме размещалась Ставка Верховного главнокомандования.

### Солдатёнковская больница в Москве (ГКБ им. С. П. Боткина)

Мемориальная доска во 2-м Боткинском проезде, дом 5, на Административном корпусе Боткинской больницы

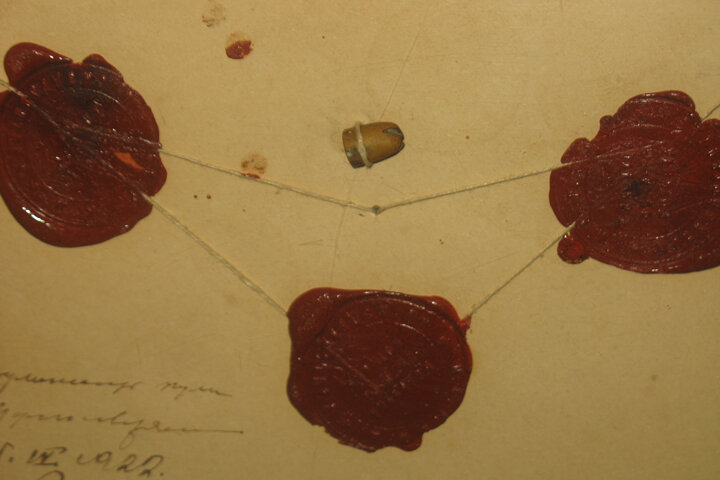
Пуля извлеченная хирургом Розановым из Ленина

Согласно завещанию Солдатёнкова, из его капитала выделялись средства для постройки в Москве бесплатной больницы для бедных независимо от сословий и религий. Московское городское управление выделило в 1903 году 10 десятин земли на Ходынском поле. Строительство было начато в 1908 году, а в 1910 году состоялось её официальное открытие. В Солдатёнковской больнице применялись новейшие методы лечения, анестезия, наркоз, асептики. Здесь работали лучшие врачи (что и отражено ныне в названиях корпусов больницы, мемориальных досках, бюстах). Терапевт Фёдор Афанасьевич Гетье – с 1919 г. лечащий врач Ленина и Троцкого. Владимир Николаевич Розанов, крупнейший хирург своего времени, заведующий хирургическим отделением, работал в больнице со дня её основания. Патологоанатом – Алексей Абрикосов, впоследствии академик. Представитель знаменитого рода, внук благотворительницы Агриппины Абрикосовой и отец лауреата Нобелевской премии 2003 г. физика Абрикосова. Постоянно консультировал в терапевтическом отделении больницы профессор Московского университета Василий Шервинский, медицинское светило своего времени.
При терапевтическом корпусе больницы имелись водолечебница, светолечебница, отделение физиотерапии, клиническая и бактериологическая лаборатории.
Больницу для ознакомления с передовым опытом посещали представители мэрии Парижа, муниципалитетов Германии. Опыт перенимали как иностранные врачи, так и архитекторы, попечители благотворительных обществ. Владимир Николаевич Розанов в 1922 году здесь ассистировал Морицу Борхардту, во время операции по удалению пули, оставшейся в шее В. И. Ленина, после покушения Фани Каплан. А впоследствии Владимир Николаевич стал прообразом "профессора Преображенского" из повести Булгакова "Собачье сердце". В 1925 году имя Розанова присвоено  10-му корпусу больницы.
В настоящее время больница носит название Городская клиническая больница имени С. П. Боткина (2-й Боткинский проезд, 5; в 1992 году у здания администрации был установлен памятник Солдатёнкову).

### Ремесленное училище имени К.Т. Солдатёнкова[22]
1,3 млн руб. Солдатёнков оставил Московскому купеческому обществу на создание ремесленного училища «для бесплатного обучения в оном детей мужского пола без различия их состояния и вероисповедания разным ремеслам, относящимся к техническому производству». 300 тыс. пошли на постройку здания, а 1 млн руб. составил неприкосновенный капитал, на проценты с которого содержалось учебное заведение.
Училище с электротехническим и литейным отделениями на 320 учеников открылось 1 ноября 1909 года в трехэтажном особняке на Донской улице (сейчас в здании Институт химической технологии и экологии Московского государственного текстильного института имени А.Н. Косыгина). Срок обучения был пятилетним: два первых года преподавали общеобразовательные предметы, три последующих – специальные.

### Усадьба Дебуи — Дёминой (Солдатёнкова)
В 1862 году купцы Золотаревы продали участок (нынешний адрес — Сверчков пер., 3/2) вместе с садом Козьме Терентьевичу Солдатёнкову, который построил здесь одноэтажный особняк для своей гражданской жены Клемансо Карловны Дебуи (1822—1908).
После смерти Дебуи в 1910 году владелицей дома стала Мария Терентьевна Дёмина (в девичестве Солдатёнкова, сестра Козьмы Терентьевича).  При ней особняк перестроили по проекту архитектора Струкова; в 1967 году появился второй этаж и в особняке до 2003 года разместилось посольство Афганистана.

### Кунцево
В Филёвском парке Кунцево находится усадьба, которую в 1865 году Солдатёнков приобрёл у В. Л. Нарышкина. В это время 130 десятин земли располагались в живописном дачном месте. После пожара 1812 года здесь были выстроены главный дом и два симметричных одноэтажных флигеля, сооруженных в ампирных формах и подчеркивавших главную ось комплекса. На протяжении XIX века главный дом перестраивался дважды — в середине века и после покупки его Солдатенковым. Здесь Солдатенков устраивал для своих друзей великолепные праздники, с роскошными обедами, концертами и фейерверками. Здесь, в Кунцево, он открыл детскую школу для местных крестьян.
До 1974 года главный дом был деревянным, однако утратил бельведер. В 1976 году после пожара он был разобран и восстановлен в кирпиче, но первоначальные архитектурные формы сохранялись до августа 2014 года, когда новый пожар вновь уничтожил воссозданный бельведер и кровлю.

## Память
- Солдатёнковский парк расположен в центре Филёвского парка вдоль Москвы-реки от Звенигородского переулка до Большой Филёвской улицы. Площадь парка 5 га[28].
- В ноябре 2020 года его именем был назван бульвар в районе Фили-Давыдково в Москве[29][30].